# Павловка (Близнюковский район)
Павловка (укр. Павлівка), село, 
Верхнесамарский сельский совет,
Близнюковский район,
Харьковская область.
Код КОАТУУ — 6320682004. Население по переписи 2001 г. составляет 179 (91/88 м/ж) человек.

## Географическое положение
Село Павловка находится на правом берегу реки Опалиха в месте впадения её в реку Самара.
От реки Самара село отделяет километровая полоса озёр, болот, заливных лугов.
На противоположном берегу находится село Верхняя Самара.
На севере примыкает село Фёдоровка, на юге примыкает село Варваравка.

## История
- 1775 - дата основания.

## Экономика
- В селе есть молочно-товарная ферма.

## Культура
- Школа.

## Достопримечательности
- Братская могила советских воинов.